# Franz Walter Stahlecker
Franz Walter Stahlecker (Sternenfels, 10 ottobre 1900 – Krasnogvardeisk, 23 marzo 1942) è stato un generale tedesco. Ufficiale delle SS, comandante dell'Einsatzgruppe A e Commissario del Reich per l'Ostland, è stato il fondatore del famigerato gruppo di sterminio denominato Commando Arājs.

## Biografia
Entrò nel Partito nazista nel 1932 e nel 1934 venne posto a capo della polizia politica del Land del Württemberg. Trasferito presso la sede centrale del Sicherheitsdienst (SD) nel 1938, ottenne il comando del distretto del Danubio, con sede a Vienna, venendo nel contempo promosso al grado di SS-Standartenführer.
Divergenze con Reinhard Heydrich ne determinarono tuttavia la sostituzione e il trasferimento al Ministero degli Esteri, venendo in seguito assegnato al Protettorato di Boemia e Moravia, sotto il comando dell'SS-Brigadeführer Karl Hermann Frank, nel 1940, trasferito in Norvegia, venne promosso SS-Oberführer. Nell'autunno del 1940 venne sostituito nell'incarico da Heinrich Fehlis.
Nel giugno del 1941 Stahlecker, promosso SS-Brigadeführer e Generalmajor der Polizei, accettò il comando dell'Einsatzgruppe A, con la speranza di raggiungere le alte sfere del Reichssicherheitshauptamt (RSHA).
Operante a seguito del Gruppo d'armate Nord, l'Einsatzgruppe A iniziò la brutale opera di massacro di ebrei, zingari, comunisti e di tutti gli altri indesiderabili: un rapporto di Stahlecker inviato a Berlino nell'inverno del 1941, stimava in 249.420 gli ebrei massacrati.
Nel novembre del 1941, Stahlecker venne promosso da Hitler Commissario del Reich per Ostland, che comprendeva Estonia, Lettonia, Lituania, e Bielorussia. Rimase ucciso in uno scontro con i partigiani a Krasnogvardeisk, Russia, il 23 marzo 1942.